# Qualifications pour le tournoi féminin de volley-ball (indoor) aux Jeux olympiques d'été de 2012/Amérique du Nord
Pour un article plus général, voir Volley-ball (indoor) aux Jeux olympiques d'été de 2012 – Qualifications femmes.
Le tournoi olympique de qualification américain pour les épreuves de volley-ball féminines aux Jeux Olympiques d’été de 2012 met aux prises huit équipes. Il se déroule à Tijuana, au Mexique. Au terme de ce tournoi, une équipe obtiendra son ticket pour les jeux.

## Équipes participantes
- Canada
- Costa Rica
- Cuba
- République dominicaine
- Honduras
- Mexique
- Porto Rico
- Trinité-et-Tobago

### Composition des groupes
| Groupe A                                          | Groupe B                                  |
| ------------------------------------------------- | ----------------------------------------- |
| Canada République dominicaine Honduras Porto Rico | Costa Rica Cuba Mexique Trinité-et-Tobago |

## Groupe A

### Classement
| # | Équipe                 | Pts | J | G | P | Sp | Sc | Ratio | Pp  | Pc  | Ratio |
| - | ---------------------- | --- | - | - | - | -- | -- | ----- | --- | --- | ----- |
| 1 | République dominicaine | 13  | 3 | 3 | 0 | 9  | 2  | 4.5   | 271 | 181 | 1.497 |
| 2 | Porto Rico             | 11  | 3 | 2 | 1 | 7  | 3  | 2.333 | 237 | 165 | 1.436 |
| 3 | Canada                 | 6   | 3 | 1 | 2 | 4  | 6  | 0.667 | 205 | 200 | 1.025 |
| 4 | Honduras               | 0   | 3 | 0 | 3 | 0  | 9  | 0     | 58  | 225 | 0.258 |

## Groupe B

### Classement
| # | Équipe            | Pts | J | G | P | Sp | Sc | Ratio | Pp  | Pc  | Ratio |
| - | ----------------- | --- | - | - | - | -- | -- | ----- | --- | --- | ----- |
| 1 | Cuba              | 15  | 3 | 3 | 0 | 9  | 0  | MAX   | 225 | 117 | 1.923 |
| 2 | Mexique           | 10  | 3 | 2 | 1 | 6  | 3  | 2     | 190 | 189 | 1.005 |
| 3 | Costa Rica        | 4   | 3 | 1 | 2 | 3  | 7  | 0.429 | 191 | 229 | 0.834 |
| 4 | Trinité-et-Tobago | 1   | 3 | 0 | 3 | 1  | 9  | 0.111 | 169 | 240 | 0.704 |

## Tour final
|  | Quarts de finale                          | Quarts de finale              |                                     |                                     | Demi-finales                  | Demi-finales                  |  |  | Finale                              | Finale                              |
|  | Quarts de finale                          | Quarts de finale              |                                     |                                     | Demi-finales                  | Demi-finales                  |  |  | Finale                              | Finale                              |
|  |                                           |                               |                                     |                                     |                               |                               |  |  |                                     |                                     |
|  | 2 mai 2012, 25-17 25-18 25-18             | 2 mai 2012, 25-17 25-18 25-18 |                                     |                                     | 4 mai 2012, 25–15 25–18 25–15 | 4 mai 2012, 25–15 25–18 25–15 |  |  | 5 mai 2012, 25-18 25-23 27-29 25-20 | 5 mai 2012, 25-18 25-23 27-29 25-20 |
|  | 2 mai 2012, 25-17 25-18 25-18             | 2 mai 2012, 25-17 25-18 25-18 |                                     |                                     | 4 mai 2012, 25–15 25–18 25–15 | 4 mai 2012, 25–15 25–18 25–15 |  |  | 5 mai 2012, 25-18 25-23 27-29 25-20 | 5 mai 2012, 25-18 25-23 27-29 25-20 |
|  | 2 mai 2012, 25-17 25-18 25-18             | 2 mai 2012, 25-17 25-18 25-18 | République dominicaine              |                                     |                               |                               |  |  | 5 mai 2012, 25-18 25-23 27-29 25-20 | 5 mai 2012, 25-18 25-23 27-29 25-20 |
|  | Canada                                    | 3                             |                                     |                                     |                               |                               |  |  | 5 mai 2012, 25-18 25-23 27-29 25-20 | 5 mai 2012, 25-18 25-23 27-29 25-20 |
|  | Canada                                    | 3                             | Canada                              |                                     |                               |                               |  |  | 5 mai 2012, 25-18 25-23 27-29 25-20 | 5 mai 2012, 25-18 25-23 27-29 25-20 |
|  | Mexique                                   | 0                             |                                     |                                     |                               |                               |  |  | 5 mai 2012, 25-18 25-23 27-29 25-20 | 5 mai 2012, 25-18 25-23 27-29 25-20 |
|  | Mexique                                   | 0                             | 4 mai 2012, 25–23 17-25 19-25 22-25 | 4 mai 2012, 25–23 17-25 19-25 22-25 | République dominicaine        | 3                             |  |  |                                     |                                     |
|  | 2 mai 2012, 25-12 25-12 25-9              |                               | 4 mai 2012, 25–23 17-25 19-25 22-25 | 4 mai 2012, 25–23 17-25 19-25 22-25 | République dominicaine        | 3                             |  |  |                                     |                                     |
|  |                                           | Cuba                          | 4 mai 2012, 25–23 17-25 19-25 22-25 | 4 mai 2012, 25–23 17-25 19-25 22-25 | 1                             |                               |  |  |                                     |                                     |
|  | Porto Rico                                | Cuba                          | 4 mai 2012, 25–23 17-25 19-25 22-25 | 4 mai 2012, 25–23 17-25 19-25 22-25 | 1                             | 3                             |  |  |                                     |                                     |
|  | Porto Rico                                | Porto Rico                    | 1                                   |                                     |                               | 3                             |  |  |                                     |                                     |
|  | Costa Rica                                | Porto Rico                    | 1                                   | 0                                   |                               |                               |  |  |                                     |                                     |
|  | Costa Rica                                | Cuba                          | 3                                   | 0                                   |                               |                               |  |  |                                     |                                     |
|  |                                           | Cuba                          | 3                                   | Match pour la 3e place              |                               |                               |  |  |                                     |                                     |
|  |                                           |                               |                                     |                                     |                               |                               |  |  |                                     |                                     |
|  | 5 mai 2012, 20-25 25-20 14-25 25-23 11-15 |                               |                                     |                                     |                               |                               |  |  |                                     |                                     |
|  |                                           |                               |                                     |                                     |                               |                               |  |  |                                     |                                     |
|  | Canada                                    | 2                             |                                     |                                     |                               |                               |  |  |                                     |                                     |
|  | Canada                                    | 2                             |                                     |                                     |                               |                               |  |  |                                     |                                     |
|  | Porto Rico                                | 3                             |                                     |                                     |                               |                               |  |  |                                     |                                     |
|  | Porto Rico                                | 3                             |                                     |                                     |                               |                               |  |  |                                     |                                     |

## Tour de classement
|  | Demi-finales 5-8              | Demi-finales 5-8             |                |   | Cinquième place               | Cinquième place               |
|  | Demi-finales 5-8              | Demi-finales 5-8             |                |   | Cinquième place               | Cinquième place               |
|  |                               |                              |                |   |                               |                               |
|  | 4 mai 2012, 11–25 9–25 11–25  | 4 mai 2012, 11–25 9–25 11–25 |                |   | 5 mai 2012, 15–25 21–25 22–25 | 5 mai 2012, 15–25 21–25 22–25 |
|  | 4 mai 2012, 11–25 9–25 11–25  | 4 mai 2012, 11–25 9–25 11–25 |                |   | 5 mai 2012, 15–25 21–25 22–25 | 5 mai 2012, 15–25 21–25 22–25 |
|  | Honduras                      | 0                            |                |   | 5 mai 2012, 15–25 21–25 22–25 | 5 mai 2012, 15–25 21–25 22–25 |
|  | Honduras                      | 0                            |                |   | 5 mai 2012, 15–25 21–25 22–25 | 5 mai 2012, 15–25 21–25 22–25 |
|  | Costa Rica                    | 3                            |                |   | 5 mai 2012, 15–25 21–25 22–25 | 5 mai 2012, 15–25 21–25 22–25 |
|  | Costa Rica                    | 3                            | Costa Rica     | 0 |                               |                               |
|  | 4 mai 2012, 13–25 16–25 24–26 |                              | Costa Rica     | 0 |                               |                               |
|  |                               | Mexique                      | 3              |   |                               |                               |
|  | Trinité-et-Tobago             | Mexique                      | 3              | 0 |                               |                               |
|  | Trinité-et-Tobago             |                              |                | 0 |                               |                               |
|  | Mexique                       | 3                            |                |   |                               |                               |
|  | Mexique                       | 3                            | Septième place |   |                               |                               |
|  |                               |                              |                |   |                               |                               |
|  | 5 mai 2012, 10–25 15–25 23–25 |                              |                |   |                               |                               |
|  |                               |                              |                |   |                               |                               |
|  | Honduras                      | 0                            |                |   |                               |                               |
|  | Honduras                      | 0                            |                |   |                               |                               |
|  | Trinité-et-Tobago             | 3                            |                |   |                               |                               |
|  | Trinité-et-Tobago             | 3                            |                |   |                               |                               |

## Récompenses individuelles
- Meilleure joueuse (MVP) :  Bethania De La Cruz
- Meilleure marqueuse :  Sarah Pavan
- Meilleure attaquante :  Yoana Palacios
- Meilleure serveuse :  Yanelis Santos
- Meilleure contreuse :  Annerys Vargas
- Meilleure passeuse :  Vilmarie Mojica
- Meilleure réceptionneuse :  Brenda Castillo
- Meilleure défenseur :  Itzel Gaytan
- Meilleure libero :  Brenda Castillo

## Équipe qualifiée
- République dominicaine (2e participation)